# Шевцов Олександр Михайлович
Олекса́ндр Миха́йлович Шевцо́в (нар. 24 квітня 1980 — пом. 24 січня 2015) — солдат Збройних сил України, учасник російсько-української війни.

## Життєпис
Закінчив Тальнівську ЗОШ № 1, Тальянківський агротехнічний коледж 2010 року.
Призваний за мобілізацією 10 квітня 2014-го, стрілець — помічник гранатометника 15-го окремого гірсько-піхотного батальйону. Воював на Луганщині, захищав луганський аеропорт, восени зазнав поранення, після лікування повернувся на передову.
Загинув 24 січня 2015-го поблизу села Нікішине в часі вчиненого російськими збройними формуваннями артилерійського та мінометного обстрілу опорного пункту ЗСУ, після чого рушили танки. Три бійці стримували прорив колони російських танків, усі троє загинули, але танки не пройшли, тоді ж загинув старший сержант Сергій Хіврич.
Без Олександра лишились старенькі батьки, дружина і син.
30 січня 2015-го похований у місті з військовими почестями.

## Нагороди та вшанування
- Указом Президента України № 270/2015 від 15 травня 2015 року, «за особисту мужність і високий професіоналізм, виявлені у захисті державного суверенітету та територіальної цілісності України, вірність військовій присязі», нагороджений орденом «За мужність» III ступеня (посмертно)[1].
- 24 квітня 2016-го у Тальнівській НВК ЗОШ № 1 відкрито меморіальну дошку випускнику Олександру Шевцову.
- Вшановується в меморіальному комплексі «Зала пам'яті», в щоденному ранковому церемоніалі 24 січня[2][3].